# Haplosporidium costale
Espèce
Synonymes
- Minchinia costalis Wood & Andrews, 1962 (préféré par BioLib)[3]

Haplosporidium costale est une espèce de parasites unicellulaires qui touche les huîtres Crassostrea virginica et beaucoup plus rarement Crassostrea gigas. Ce parasite se rencontre sur les côtes des États-Unis, de New York à la Virginie.